# Ewa Nowicka
Ewa Nowicka (* als Ewa Perek am 6. Dezember 1987) ist eine polnische Handballspielerin. Sie gehört in der Disziplin Beachhandball der Polnischen Nationalmannschaft an.

## Hallenhandball
Ewa Nowicka begann ihre Karriere bei MKS MOS Gniezno. Von dort wechselte sie 2006 in die erste polnische Liga zu Zagłębie Lubin, wurde dann aber zunächst für eine Saison in die zweite Liga zu KS AZS Wrocław verliehen. Nach der Rückkehr spielte sie in der ersten polnischen Liga, beste Platzierung war ein dritter Rang in der Meisterschaft mit Lublin in der ersten Saison. Von 2008 bis 2012 spielte sie wieder für Wrocław, danach für KKS Polonia Kępno und ab 2015 für KPR Jelenia Góra. Zuletzt spielte sie wieder bei ihrem Heimatverein MKS PR Gniezno in der zweiten Liga, mittlerweile in der Master-Mannschaft von KPR Jelenia Góra.
2010 lief Nowicka während der Qualifikation zu den Europameisterschaften 2010 für die Polnische Frauen-Handballnationalmannschaft auf.

## Beachhandball
Besonders erfolgreich war Nowicka im Beachhandball. Hier lief sie seit der polnische Verband den Sport zu fördern begann, abgesehen von 2013 von 2009 bis 2021 allein bei sechs Europameisterschaften auf, womit sie in der Gruppe der Spielerinnen mit den meisten Teilnahmen liegt.
Nowickas erstes internationales Turnier waren die Europameisterschaften 2009 in Larvik, Norwegen. Zunächst unterlag sie mit ihrer Mannschaft zum Turnierauftakt den norwegischen Gastgeberinnen. Danach folgten vier Niederlagen gegen Spanien, Dänemark, Italien und Ungarn. Als Tabellenletzte zogen die Polinnen in die Aspiranten-Runde ein, wo die erneut beide Spiele gegen Schweden und die Türkei verloren. Damit waren sie erneut Tabellenletzte und zogen in die Trostrunde ein, wo sie ihre beiden Konkurrentinnen aus Schweden und der Türkei dieses Mal schlagen konnten und am Ende Neunte wurden. Nowicka bestritt alle neun möglichen Spiele und traf dabei zu mindestens 25 Punkten. Im vorletzten Spiel, dem zweiten Spiel gegen Schweden, war sie gemeinsam mit Dagmara Szymczakowska beste polnische Torschützin.
Schon zwei Jahre später konnte Nowicka mit der polnischen Mannschaft eine bessere Leistung zeigen. Gegen die Spitzenmannschaft Kroatien startete Polen zwar mit einer Niederlage in das Turnier – hinter Lidia Żakowska war Nowicka zweitbeste Werferin mit zehn erzielten Punkten – worauf weitere Niederlagen gegen Italien und Polen folgten. Auf die drei Niederlagen folgten drei Siege über die Schweiz, Mazedonien und Serbien. Gegen Mazedonien war Nowicka gemeinsam mit Żakowska mit zehn, gegen Serbien gemeinsam mit Grażyna Pietras mit acht Treffern beste polnische Scorerin. Als Viertplatzierte der Vorrunde erreichte Polen dieses Mal die Hauptrunde. Dort folgten Niederlagen gegen Ungarn und Norwegen. Im Spiel gegen Norwegen war Nowicka mit 17 Punkten beste Werferin auf dem Platz. Obwohl Gruppenletzte, platzierten sich die Polinnen dieses Mal für das Viertelfinale, das sie gegen Dänemark verloren. Nowicka war mit 12 erzielten Punkten erneut beste Torschützin. Nachdem die Platzierungsspiele gegen Ungarn – erneut war Nowicka mit 12 erzielten Punkten beste polnische Scorerin – und die Türkei verloren wurden, schloss Polen das Turnier als achtplatzierte Mannschaft ab. Nowicka kam in elf Spielen zum Einsatz und traf dabei zu 88 Punkten.
2015 gehörte Nowicka in Lloret de Mar erneut zum polnischen Aufgebot. Diese EM verlief noch etwas besser als vier Jahre zuvor. Nach drei Niederlagen zum Auftakt gegen Italien, Ungarn und Russland folgten drei Siege gegen die Schweiz, Serbien sowie Deutschland und Polen zog als Viertplatzierte in die Hauptrunde, wo es zwei weitere Niederlagen gegen Norwegen und die Niederlande gab. Als sieglose Gruppenletzte mussten die Polinnen gegen den Gruppenersten der anderen Gruppe, Spanien, antreten und unterlagen deutlich. Da anschließend bei den beiden Platzierungsspielen gegen die Ukraine und die Niederlande Siege gelangen, schlossen die Polinnen das Turnier auf dem fünften Rang ab. Nowicka bestritt alle elf Spiele und erzielte dabei 25 Punkte.
Bei den Europameisterschaften 2017 feierte Nowicka mit den polnischen Beachhandballerinnen ihren bis dato größten Erfolg. In einer durchwachsenen Vorrunde mit zwei Siegen gegen Schweden und Frankreich sowie zwei Niederlagen gegen die Ukraine und Norwegen begann wie zwei Jahre vorher ein mittelmäßiger Start in das Turnier. Bei den drei ersten Spielen war Nowicka mit zehn, 17 und 14 erzielten Punkten jeweils die beste Torschützin der Polinnen. Auch in der Hauptrunde konnten nur zwei der vier Spiele gewonnen werden, dabei aber gegen die internationalen Spitzenmannschaften aus Dänemark und Kroatien. Nur bei der Niederlage gegen Russland war Paula Mazurek mit erzielten zehn Punkten die um einen Punkt bessere Werferin der Polinnen, bei den anderen drei Spielen war es mit 21, 12 und 14 Punkten immer Nowicka. Erneut zogen die Polinnen damit als Viertplatzierte ihrer Hauptrundengruppe in das Viertelfinale und trafen auf die Niederlande, die im Shootout bezwungen werden konnten; Nowicka war dieses Mal mit 15 erzielten Punkten die beste Torschützin. Damit erreichte die polnische Mannschaft erstmals das Halbfinale einer EM, das gegen Dänemark ebenfalls gewonnen werden konnte. Auch hier erzielte Nowicka mit 21 Punkten die meisten polnischen Treffer. Erst im Finale gegen Norwegen mussten sie sich geschlagen geben und wurden Vize-Europameisterinnen. Nowicka spielte in allen elf Spielen und traf dabei zu 149 Punkten. Damit war sie nach Eefke ter Sluis und Maren Nyland Aardahl die drittbeste Torschützin des Turniers.
Als Gastgeber waren die polnischen Auswahlmannschaften automatisch auch für die World Games 2017 in Breslau qualifiziert. Die Polinnen wurden Dritte in einer Gruppe mit Brasilien, Australien und Taiwan. Im Viertelfinale schied die Mannschaft gegen Spanien aus und spielte in den Platzierungsspielen gegen Tunesien und erneut Australien. Beide Spiele wurden gewonnen und Polen belegte am Ende den fünften Platz.
Auch die Europameisterschaften 2019 waren ein Heimspiel für Nowicka, dieses Mal in Stare Jabłonki. Einmal mehr spielten die Polinnen eine durchwachsene Vorrunde mit zwei Siegen und zwei Niederlagen. Gegen Zypern im dritten Spiel kam Nowicka zu ihrem ersten Einsatz im Turnierverlauf, ebenso danach gegen Frankreich. Von den drei weiteren Spielen in der Hauptrunde gewannen die Polinnen nur das gegen Norwegen, gegen die Niederlande und Kroatien wurde verloren. Gegen die Niederlande kam sie erneut zum Einsatz. Damit waren die Polinnen nur für die Platzierungsspiele qualifiziert. Hier schlugen sie zunächst Frankreich, unterlagen dann jedoch Deutschland und der Türkei, jeweils im Shootout. Gegen die Türkei kam sie zu ihrem vierten Einsatz. Am Ende waren die Polinnen auf dem 12. Platz von 20 teilnehmenden Mannschaften. Nowicka traf in ihren vier Spielen, nur Martyna Matysek kam im polnischen Team noch seltener zum Einsatz, zu elf Punkten.
Bei den ersten World Beach Games 2019 in Doha rückte Polen für die nicht antretenden Norwegerinnen nach, die direkte Qualifikation wurde bei den Weltmeisterschaften 2018 in Kasan um einen Rang verpasst. Nachdem die Polinnen einmal mehr Vierte ihrer Vorgruppe geworden waren, spielten sie im Viertelfinale gegen einen der Topfavoriten, die Brasilianerinnen, und unterlagen deutlich. Nach Siegen über Spanien und Argentinien wurden sie am Ende Fünfte.
Nowicka nahm in Warna bei den Europameisterschaften 2021 an ihrer sechsten EM teil. In der Vorrunde wurde zunächst gegen Frankreich verloren, danach folgten zwei Siege gegen Griechenland und Russland. In den beiden ersten Spielen war Nowicka mit je 12 erzielten Punkten beste Polin. In der Hauptrunde verkehrte sich das Verhältnis und die polnische Mannschaft verlor gegen Portugal und Deutschland, dazwischen wurde gegen die Niederlande gewonnen. Damit wurde knapp das Achtelfinale erreicht. Dort unterlag Nowicka mit ihren Polinnen den Titelverteidigerinnen aus Dänemark. Im ersten Platzierungsspiel konnten die Niederländerinnen Revanche für die Niederlage in Hauptrunde nehmen und die Polinnen im Shootout schlagen. Auch das letzte Spiel gegen die Ungarinnen wurde verloren, womit Polen am Ende den achten Platz belegte. Im abschließenden Spiel war Nowicka noch einmal mit zehn erzielten Punkten beste Werferin Polens. Sie bestritt alle möglichen neun Spiele und erzielte 66 Punkte, womit sie nach Alicja Ślęzak mit fast doppelt so vielen erzielten Punkten zweitbeste polnische Torschützin war.

## Einzelbelege
1. ↑  KPR z nową zawodniczką pokonał Slavię Praga. 12. August 2015, abgerufen am 7. Dezember 2021 (polnisch).
2. ↑  Wirtualna Polska Media: Ewa Perek zawodniczką KKS Polonia Kępno - WP SportoweFakty. 5. Juni 2012, abgerufen am 7. Dezember 2021 (polnisch).
3. ↑  Sylwia Rozkosz: VI Barbórkowy turniej piłki ręcznej Masters. In: Gmina Lubin. 24. November 2021, abgerufen am 7. Dezember 2021 (polnisch).
4. ↑  European Handball Federation - 2010 Women's European Championship / Match Details. Abgerufen am 7. Dezember 2021 (englisch).
5. ↑  die Punkte aus dem letzten Spiel gegen die Türkei liegen für Polen nicht vor
6. ↑  European Handball Federation - 2009 Women's ECh Beach Handball / Final Tournament. Abgerufen am 7. Dezember 2021 (englisch).
7. ↑  European Handball Federation - 2011 Women's ECh Beach Handball / Final Tournament. Abgerufen am 7. Dezember 2021 (englisch).
8. ↑  European Handball Federation - 2015 Women's ECh Beach Handball / Final Tournament. Abgerufen am 17. November 2020 (englisch).
9. ↑  European Handball Federation - 2017 Women's ECh Beach Handball / Final Tournament. Abgerufen am 17. November 2020 (englisch).
10. ↑  European Handball Federation - 2019 Women's ECh Beach Handball / Final Tournament. Abgerufen am 18. November 2020 (englisch).
11. ↑  IHF | News. Abgerufen am 27. August 2021.
12. ↑  Team Details Page | IHF. Abgerufen am 8. Januar 2021.
13. ↑  Result history of The World Games | IWGA. Abgerufen am 7. Dezember 2021.
14. ↑  European Handball Federation - 2021 Women's ECh Beach Handball / Match Details. Abgerufen am 27. August 2021 (englisch).

| Personendaten    | Personendaten                                  |
| ---------------- | ---------------------------------------------- |
| NAME             | Nowicka, Ewa                                   |
| ALTERNATIVNAMEN  | Perek, Ewa (Geburtsname)                       |
| KURZBESCHREIBUNG | polnische Handball- und Beachhandballspielerin |
| GEBURTSDATUM     | 6. Dezember 1987                               |